# Championnat régional de Pampeano de rugby à XV
Le Championnat régional de Pampeano de rugby à XV ou Torneo Pampeano est une compétition annuelle de rugby à XV organisée par la Fédération argentine de rugby.

## Histoire
La compétition débute en 2008 et comprend des clubs de la Province de Buenos Aires. C'est l'un des 7 tournois de qualification pour le Nacional de Clubes et le Tournoi de l'Intérieur.

## Format
Le tournoi est réservé en 2015 à 8 équipes qui disputent un championnat avec des matchs aller-retour dont le premier est déclaré vainqueur.

## Liste des principaux clubs
| Club               | Ville         |
| ------------------ | ------------- |
| Sporting Club      | Mar del Plata |
| Sociedad Sportiva  | Bahía Blanca  |
| Los Cardos         | Mar del Plata |
| Mar del Plata R.C. | Mar del Plata |
| San Ignacio        | Mar del Plata |

## Palmarès
| Saison | Vainqueur              | Score                                          | Finaliste              |
| ------ | ---------------------- | ---------------------------------------------- | ---------------------- |
| 2008   | IPR Sporting Club      | Round-robin                                    | Los Cardos             |
| 2009   | IPR Sporting Club      | Round-robin                                    | San Ignacio            |
| 2010   | IPR Sporting Club      | 17 - 16                                        | Los Cardos             |
| 2011   | IPR Sporting Club      | 19 - 13                                        | Mar del Plata R.C.     |
| 2012   | IPR Sporting Club      | 6 - 6                                          | Club Sociedad Sportiva |
| 2013   | Mar del Plata R.C.     | Round-robin                                    | IPR Sporting Club      |
| 2014   | Mar del Plata R.C.     | Round-robin                                    | IPR Sporting Club      |
| 2015   | Mar del Plata R.C.     | Round-robin                                    | IPR Sporting Club      |
| 2016   | Mar del Plata R.C.     | Round-robin                                    | IPR Sporting Club      |
| 2017   | IPR Sporting Club      | Round-robin                                    | Mar del Plata R.C.     |
| 2018   | Mar del Plata R.C.     | Round-robin                                    | IPR Sporting Club      |
| 2019   | Club Sociedad Sportiva | Round-robin                                    | Mar del Plata R.C.     |
| 2020   |                        | Non disputé à cause de la pandémie de Covid-19 |                        |
| 2021   | Mar del Plata R.C.     | Round-robin                                    | IPR Sporting Club      |
| 2022   | Mar del Plata R.C.     | Round-robin                                    | IPR Sporting Club      |
| 2023   | -                      | Round-robin                                    | -                      |

## Bilan
| Club                   | Titre(s) | Premier(s) - Dernier(s) |
| ---------------------- | -------- | ----------------------- |
| Mar del Plata R.C.     | 7        | 2013-2022               |
| Sporting Club          | 6        | 2008-2017               |
| Club Sociedad Sportiva | 1        | 2019                    |